# Laboratorium voor Microbiologie (Wageningen)

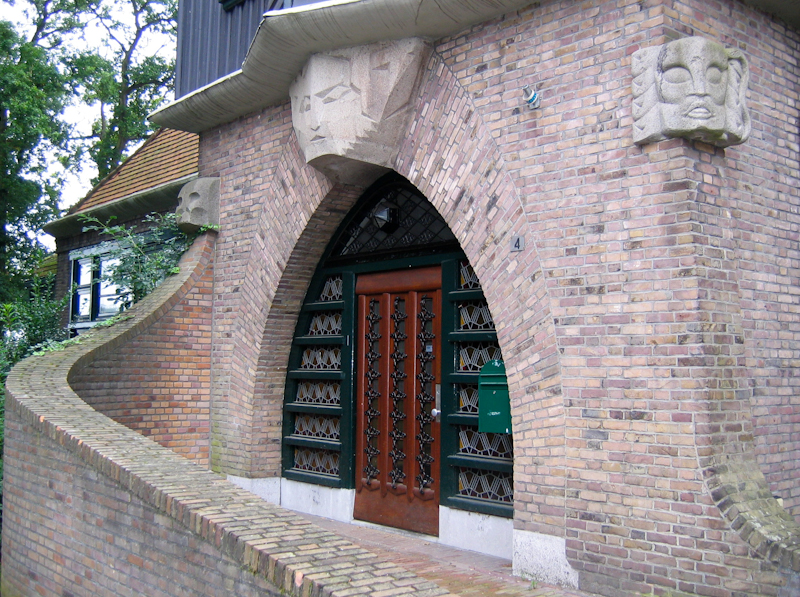
Entree voormalig Laboratorium voor Microbiologie Wageningen

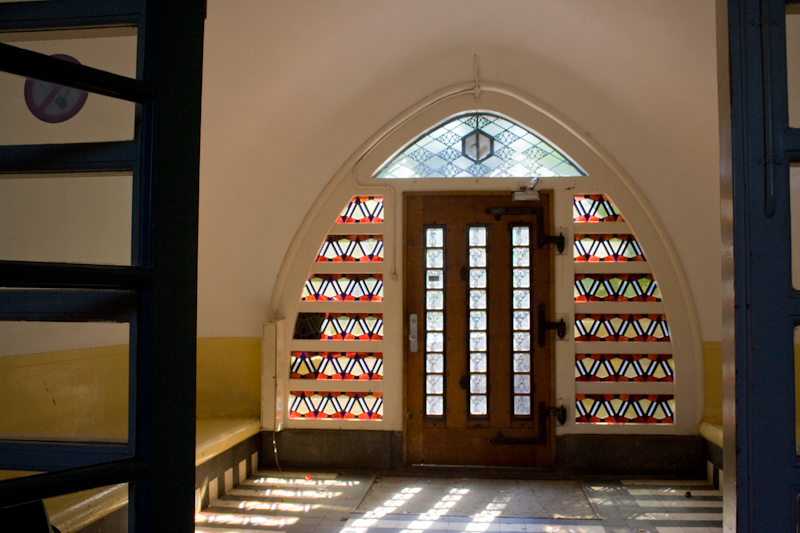
Entree binnenzijde voormalig Laboratorium voor Microbiologie Wageningen

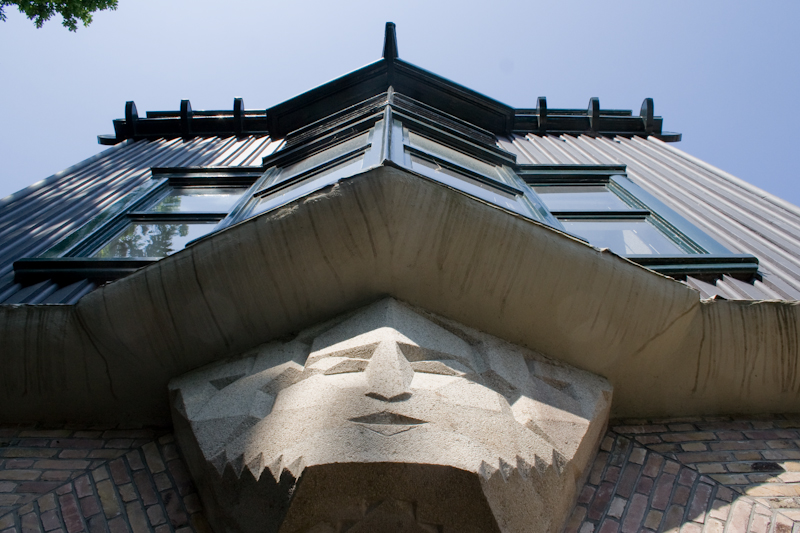
beeldhouwwerk De Bezinning door Johan Polet aan het Voormalig Laboratorium voor Microbiologie Wageningen

Het Laboratorium voor Microbiologie is een voormalig laboratorium van de Landbouwhogeschool Wageningen, (thans Wageningen University & Research). Het in 1920-1922 naar ontwerp van de architect Cornelis Jouke Blaauw in de stijl van de Amsterdamse School opgetrokken gebouw heeft de status van rijksmonument.

## Plan
In november 1917 werd de Groningse hoogleraar N.L. Söhngen aangesteld aan de Landbouwhogeschool Wageningen. Söhngen verbleef het eerste jaar in Hotel de Wereld. Zijn laboratorium was gevestigd in de Herenstraat in een woonhuis zonder passende voorzieningen. Hier was het niet mogelijk de colleges te geven; dit gebeurde in het nabij gelegen hoofdgebouw van de Landbouwhogeschool. Het telkens verplaatsen van demonstratiemateriaal over straat was erg onhandig. Eind 1918 was het aan Söhngen beloofde laboratorium met woonhuis nog niet gebouwd. Hij dreigde weer terug te zullen gaan naar Groningen als de bouw in 1919 nog niet was begonnen. Enkele maanden later stuurde Söhngen zijn plannen aan de rijkscuratoren. Bij het laboratorium had hij een proeftuin van een hectare, een tuinmanswoning en een ambtswoning voorzien. De ambtswoning stuitte bij curatoren op bezwaar, mede omdat deze luxer was opgezet dan de ambtswoning van het naastgelegen Laboratorium voor Plantenfysiologie (thans bekend als het Schip van Blaauw).

## Bouw
In februari 1920 werd met de onderbouw begonnen. In juli werd de bouw van de bovenbouw aan W.F.W. van der Wagt uit Breda gegund. De bouwkosten waren circa 255.000 gulden. Ook werd, naar een herzien ontwerp, een ambtswoning gebouwd, ten bedrage van 21.000 gulden. Door architect Blaauw werd de Amsterdamse beeldhouwer Johan Polet ingeschakeld om het gebouw te voorzien van beeldhouwwerk. Na oplevering van het gebouw werd door de curatoren kritiek geuit op de in de stijl van de Amsterdamse School aangebrachte versieringen. Curatoren vonden dat een overheidsgebouw zakelijkheid uit moest stralen. Op 9 juli 1921 stuurde het College van Curatoren officiële kritiek aan de minister.

## Na de bouw
Omdat het gebouw op de groei was gebouwd werd ook Dierfysiologie hier in de eerste jaren gevestigd. In de jaren vijftig werd er een aanbouw gerealiseerd, en omstreeks 1987 volgde een inwendige verbouwing onder leiding van de architect Verhoeven, die ook de aanbouw aan het Laboratorium voor Erfelijkheidsleer in Wageningen had gerealiseerd. 
Na het vertrek van het Laboratorium voor Microbiologie omstreeks 2008 werd het aangekocht door adviesbureau Nieuwland, dat het na aankoop in 2009 liet restaureren. Daarbij werd onder meer het schilderwerk op kozijnen en muurwerk in de originele kleuren hersteld.